# Daroca
Daroca település Spanyolországban,  Zaragoza tartományban. Daroca Balconchán, Orcajo, Manchones, Retascón, Villarroya del Campo, Nombrevilla, Villanueva de Jiloca, Valdehorna és Val de San Martín községekkel határos. Lakosainak száma 1919 fő (2024).

## Népesség
A település népessége az utóbbi években az alábbiak szerint változott:
| Lakosok száma | 2242 | 2155 | 2274 | 2331 | 2288 | 2193 | 2044 | 1983 | 1921 | 1919 |
|               | 2001 | 2004 | 2007 | 2009 | 2012 | 2014 | 2017 | 2019 | 2022 | 2024 |